# Padilla (kommun i Mexiko, Tamaulipas)
Padilla är en kommun i Mexiko.   Den ligger i delstaten Tamaulipas, i den centrala delen av landet, 500 km norr om huvudstaden Mexico City. Antalet invånare är 14 020. Arean är 1 317 kvadratkilometer.
Terrängen i Padilla är platt västerut, men österut är den kuperad.
Följande samhällen finns i Padilla:
- Nuevo Padilla
- La Concepción
- José Silva Sánchez
- Campoamor
- José López Portillo